# 緣道觀音廟
緣道觀音廟由佛乘宗世界弘法總會暨財團法人佛乘世界文教基金會，於1997年在淡水興建。
廟內主要供奉大自在王佛暨觀音、文殊、地藏，普賢四大菩薩，以及韋馱、伽藍護法菩薩。於廟四周供奉千手千眼觀音、三十三觀音等。

## 興建緣由
1993年，善單開始帶師兄姐籌備興建佛乘宗祖師廟，於1997年動工；2000年時完成安座大典，正式對外開放。為了感念佛乘宗第二代祖師緣道菩薩，善單將此廟訂名為「緣道觀音廟」。

## 建築

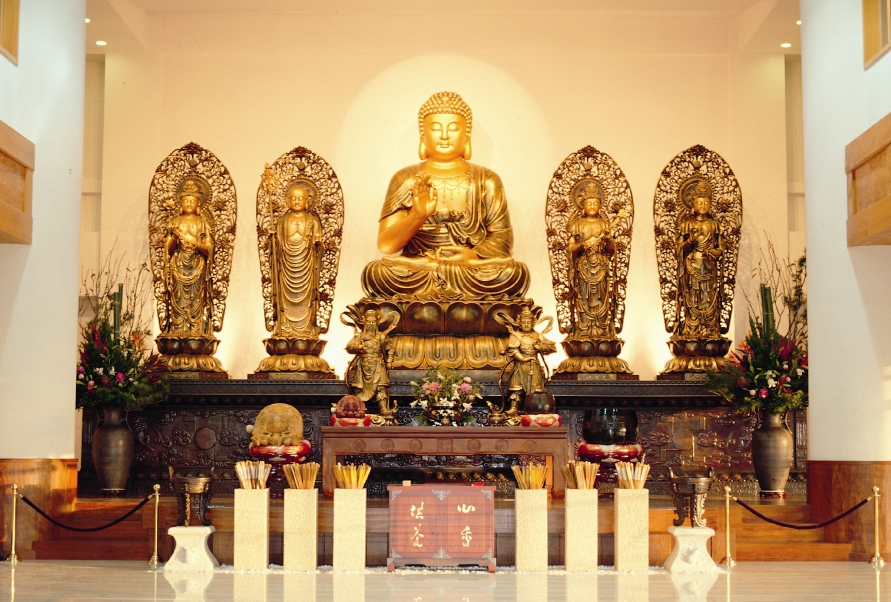
緣道觀音廟一樓參拜大廳供奉 大自在王佛暨觀音、文殊、地藏、普賢四大菩薩。

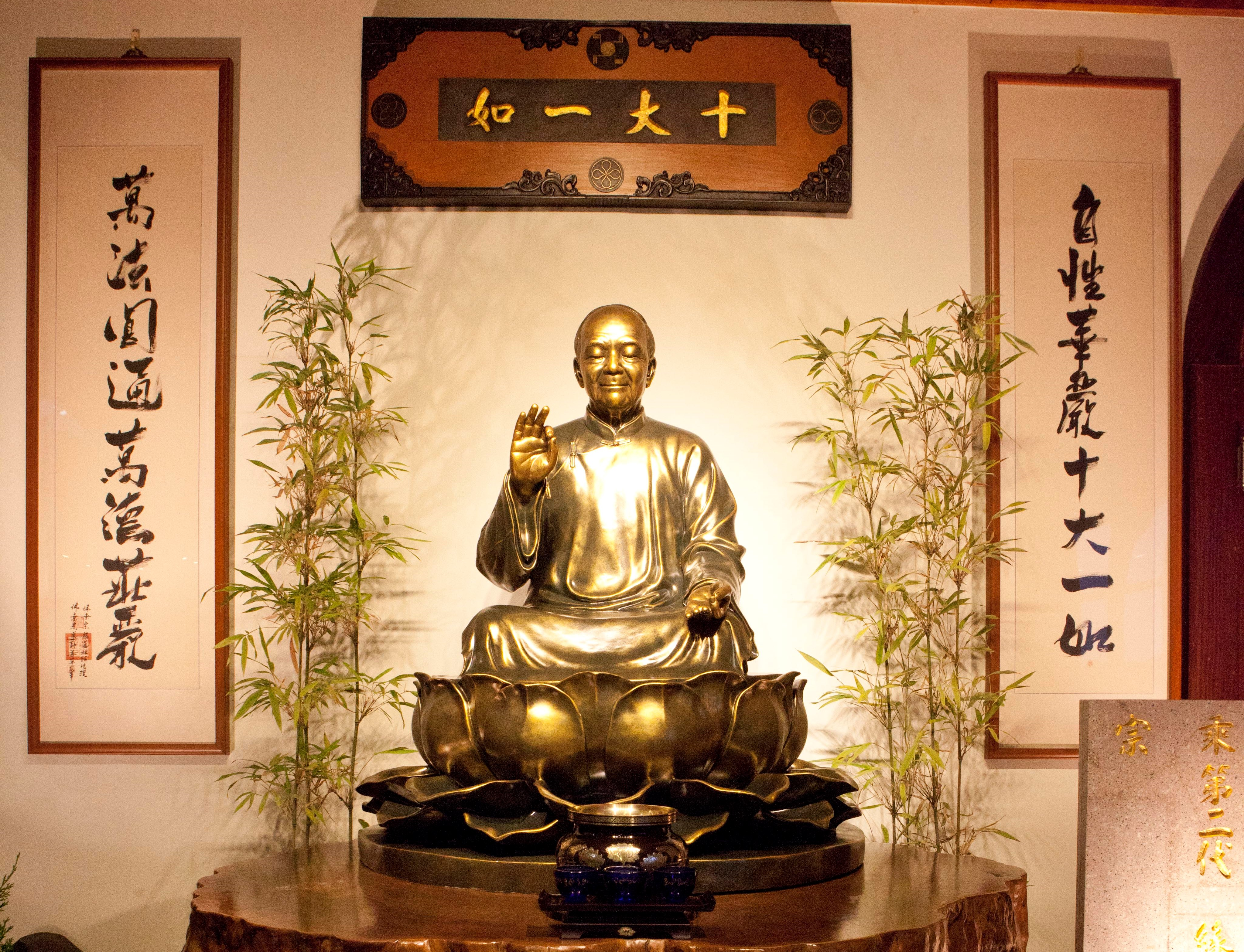
緣道觀音廟一樓參拜大廳右側供奉佛乘宗第二代祖師　緣道菩薩

緣道觀音廟為仿唐式建築，以木材為建築主軸，在幽雅森林間透露自然的古樸感，緣道觀音廟的建築主體採SRC（鋼骨鋼筋混凝土）構造，並特別採用興建二十層樓才使用的堅固基礎，再加上一百七十八公尺的懸臂式擋土牆，可確保不受強震及天然災變影響。

#### 大廳
一樓參拜大廳供奉大自在王佛暨觀音（大悲）、文殊（大智）、地藏（大願）、普賢（大行）四大菩薩、韋陀、伽藍二大護法菩薩及緣道菩薩。
大自在王佛乃法身佛名號，又名「摩訶毘盧遮那佛」。 緣道菩薩在《佛乘宗法要序》中說明：「大自在王佛為眾生佛性之本元，諸佛法身之總理體。」《大聖文殊師利菩薩佛剎功德莊嚴經》：「東北方有世界名千莊嚴，彼現有佛，號大自在王如來應正等覺。其土有情皆悉具足一向安樂。」

#### 前庭區
緣道觀音廟的戶外為禪風庭園設計，供奉由青斗石雕刻而成的騎龍觀音、千手千眼觀世音菩薩、文殊、普賢、地藏菩薩。

#### 庭園區
在占地約一萬坪的園區中，羅列著33尊法相莊嚴、形象各異、全球特有的「三十三觀音」，彰顯觀世音菩薩護念眾生的大悲心與加持力。

#### 「淡水‧千手觀音」聖像
「淡水‧千手觀音」聖像又名「聖淨土」。繼2000年興建完成佛乘宗祖師廟「緣道觀音廟」後，善單再次帶領師兄姐，於2002年啟動「淡水‧千手觀音」聖像興建計畫。歷經11年的籌備，於2013年舉行治地大典，「聖淨土」正式動土開工。
2019年，「淡水‧千手觀音」聖像獲得金氏世界紀錄™認證為「最大鋼製雕塑」。

## 宗教服務

### 香品
緣道觀音廟有「十全十美香」與「十大圓滿香」共二十種香品，供參訪大德上香祈福，圓滿心願。基於環保，所有香爐皆設置於戶外庭院。

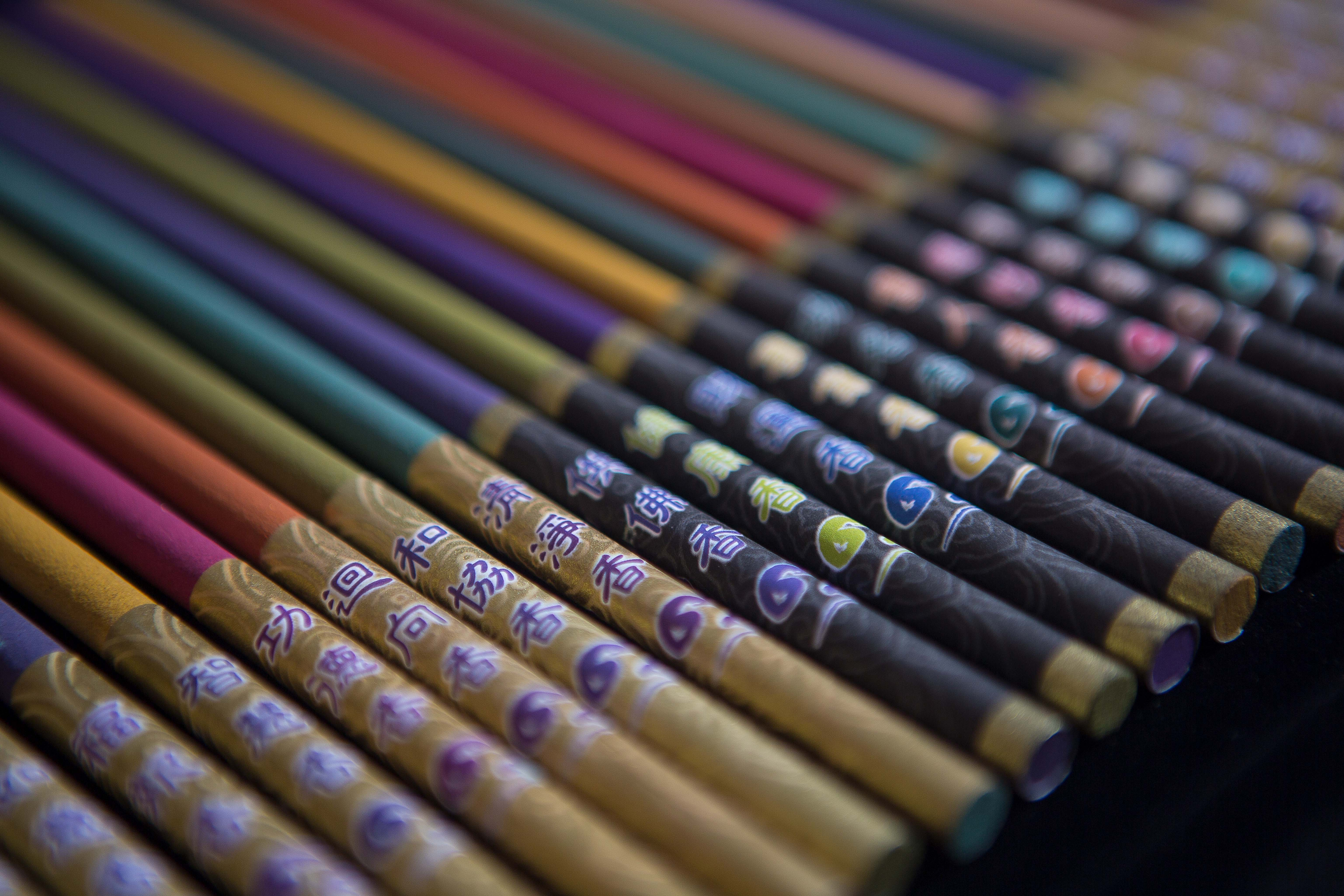
緣道觀音廟有「十全十美香」與「十大圓滿香」共二十種香品，供參訪大德上香祈福，圓滿心願。

- 十全十美香：包含供佛香、健康香、財運香、功名香、事業香、貴人香、感情香、平安香、孝親香、子孫香。

- 十大圓滿香：包含旺運香、利貞香、吉祥香、如意香、福報香、智慧香、功德香、迴向香、清淨香、和協香。

### 籤詩

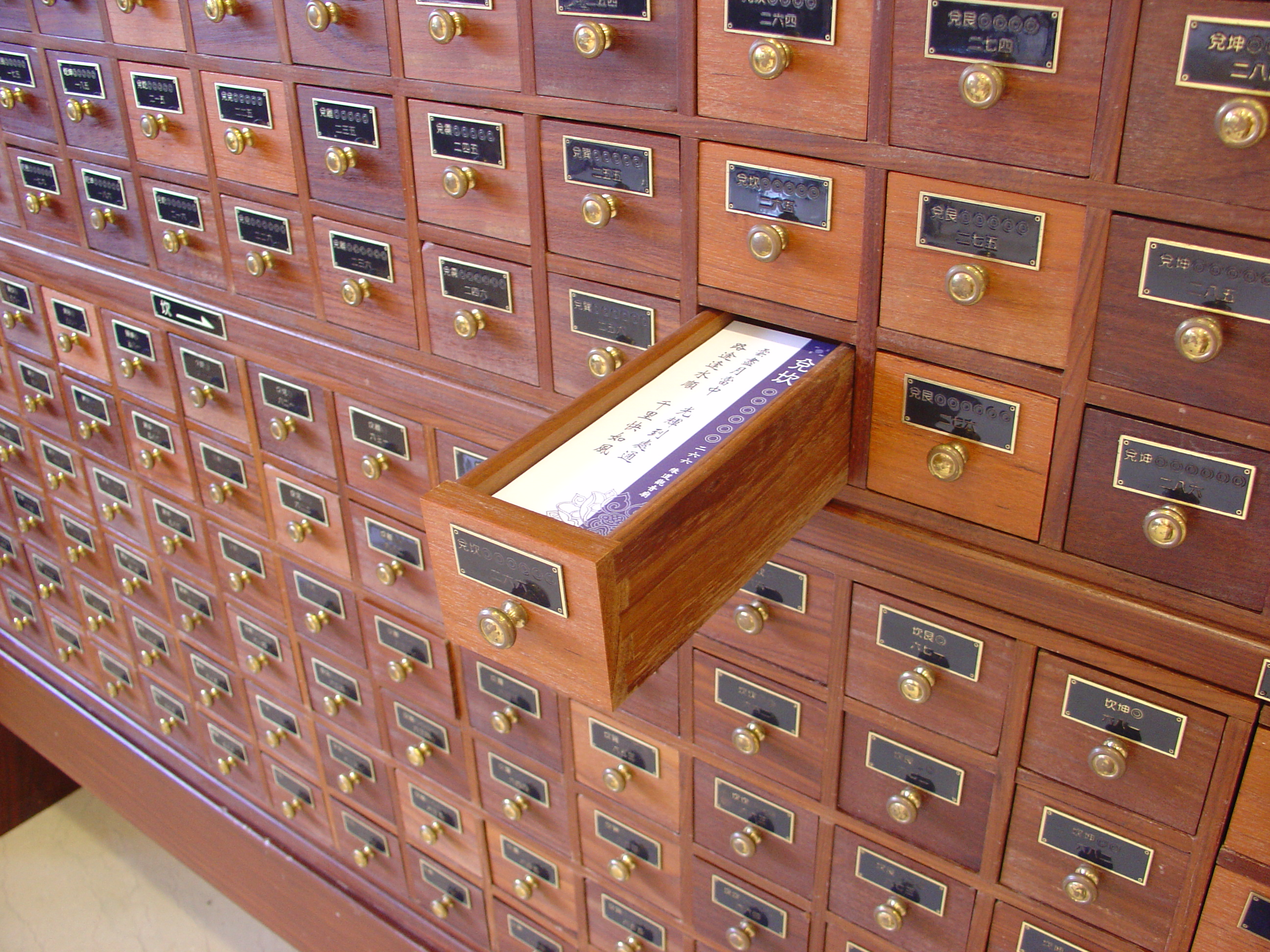
籤詩由易經八卦演變而來，共計384爻，吸引民眾慕名而至。

緣道觀音廟的籤詩由《易經》八卦演變而來，共計384爻。求籤程序共有三道，並於一樓大廳安排講師解籤，為求籤者講解籤文、提供指引。

### 吉祥如意平安福

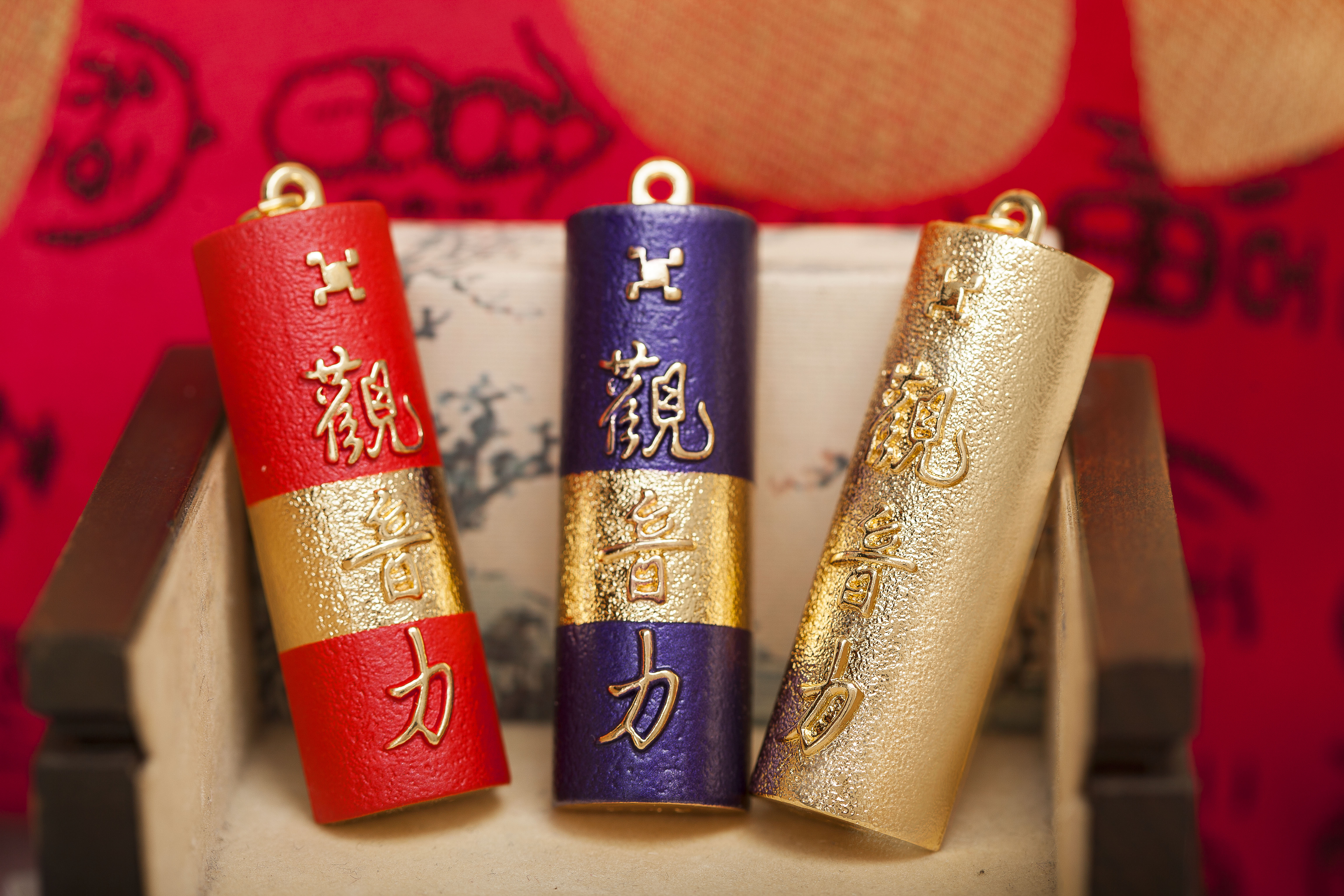
新年期間限量擲杯求取的「吉祥如意平安福」，可庇佑當年如意順遂。

「吉祥如意平安福」為緣道觀音廟所獨有，每年限量推出一款金色及兩款年度特別色，正面鑄印「觀音力」三字，代表觀世音菩薩守護眾生的慈悲力。每年固定國曆跨年與農曆新春期間開放大眾求取
求取「吉祥如意平安福」，須在一樓參拜大廳向大自在王佛問訊後，連續擲出三個「聖筊」，即可得之。

## 其他

### 「佛乘盃」圍棋大賽
「佛乘盃」圍棋大賽由緣道觀音廟與財團法人佛乘世界文教基金會共同合辦，新北市體育總會圍棋委員會、台北市體育總會圍棋協會、台北市圍棋文化協會協辦。首創圍棋界職業、業餘棋士混合團體賽制，現已成長為台灣圍棋規模最大的團體賽、也曾是業餘棋士可以報名參加的最高獎金比賽。 
從2009年11月8日、15日、22日於緣道觀音廟舉辦第一屆「佛乘盃」全國圍棋大賽起，至2019年已舉辦十一屆。每屆台灣職業、業餘高手群集，歷屆有中國大陸、日本、韓國、泰國圍棋界職業及業餘棋士組隊參與。不分職業、業餘、性別、年齡，為棋手們提供切磋棋藝的國際交流平台。 

## 外部連結
- 緣道觀音廟 （页面存档备份，存于）
- 緣道觀音廟的Facebook專頁（繁體中文）
- 緣道觀音廟IG官網
- YouTube上的緣道觀音廟頻道
- 新北市觀光旅遊網 （页面存档备份，存于）（繁體中文）
- 【新北景點】三芝緣道觀音廟～十全十美2020 （页面存档备份，存于）（繁體中文）
- 三立新聞跨年報導 （页面存档备份，存于）（繁體中文）
- 新北市政府民政局─吉祥如意‧平安福 （页面存档备份，存于）（繁體中文）
- 獲金氏紀錄！淡水新地標「三十米千手觀音」氣勢非凡　與大佛合影超壯觀 （页面存档备份，存于）（繁體中文）
- 全球最大鋼塑觀音　淡水緣道觀音廟美景（繁體中文）
- 佛乘盃圍棋大賽　維基百科（繁體中文）
- 第十一屆「佛乘盃」圍棋大賽　國慶「棋」聚 （页面存档备份，存于）（繁體中文）